# Kinloch (Misuri)
Kinloch es una ciudad ubicada en el condado de San Luis en el estado estadounidense de Misuri. En el Censo de 2010 tenía una población de 298 habitantes y una densidad poblacional de 158,26 personas por km².

## Geografía
Kinloch se encuentra ubicada en las coordenadas 38°44′18″N 90°19′30″O / 38.73833, -90.32500. Según la Oficina del Censo de los Estados Unidos, Kinloch tiene una superficie total de 1.88 km², de la cual 1.88 km² corresponden a tierra firme y (0%) 0 km² es agua.

## Demografía
Según el censo de 2010, había 298 personas residiendo en Kinloch. La densidad de población era de 158,26 hab./km². De los 298 habitantes, Kinloch estaba compuesto por el 3.36% blancos, el 94.63% eran afroamericanos, el 0.34% eran amerindios, el 0.67% eran asiáticos, el 0% eran isleños del Pacífico, el 0% eran de otras razas y el 1.01% pertenecían a dos o más razas. Del total de la población el 0% eran hispanos o latinos de cualquier raza.